# Magyar birkózóbajnokság
A magyar birkózóbajnokság egy évente megrendezésre kerülő sportesemény a hazai birkózók számára, melynek győztesei a magyar bajnoki címet nyerik el. A bajnokságot a Magyar Birkózó Szövetség írja ki és rendezi meg. Jelenlegi versenyszámok: férfi kötöttfogás, férfi szabadfogás és női szabadfogás, ezekben 10-10 súlycsoport van, tehát évente harminc bajnoki címet osztanak ki. A jelenlegi súlycsoportok: férfi kötöttfogásban 55 kg, 60 kg, 63 kg, 67 kg, 72 kg, 77 kg, 82 kg, 87 kg, 97 kg és 130 kg, férfi szabadfogásban 57 kg, 61 kg, 65 kg, 70 kg, 74 kg, 79 kg, 86 kg, 92 kg, 97 kg és 128 kg, női szabadfogásban 50 kg, 53 kg, 55 kg, 57 kg, 59 kg, 62 kg, 65 kg, 68 kg, 72 kg és 76 kg.

## Története
Az első magyar bajnokságot 1903-ban rendezték, ekkor még csak férfi kötöttfogásban volt verseny. Férfi szabadfogásban 1931, női szabadfogásban 1999 óta avatnak bajnokot. 1915 és 1917 között, 1919-ben, valamint 1944-ben nem rendeztek bajnokságot. 1903-tól 1918-ig a Magyar Atlétikai Szövetség írta ki a bajnokságokat, 1920-tól pedig az akkor megalakult Magyar Birkózó Szövetség.
Legtöbbször Budapesten volt a bajnokság, a Nemzeti Sportcsarnok (25 férfi kötöttfogás és 24 férfi szabadfogás) és a Fővárosi Nagycirkusz (9 férfi kötöttfogás és 7 férfi szabadfogás) volt a leggyakoribb helyszín. Először 1951-ben rendezték vidéken a bajnokságot (férfi szabadfogásban), ekkor Debrecen volt a helyszín, míg férfi kötöttfogásban 1977-ben Székesfehérváron, női szabadfogásban pedig már az első kiírásban, 1999-ben Marcaliban. Vidéken legtöbbször Miskolc (6 férfi kötöttfogás, 12 férfi szabadfogás, 1 női szabadfogás) és Kecskemét (6 férfi kötöttfogás, 6 férfi szabadfogás, 4 női szabadfogás) volt házigazda.
Vidéki versenyző legelőször 1930-ban győzött, ekkor Szekfü László (Kaposvári Turul) férfi kötöttfogásban lett első. Férfi szabadfogásban 1933-ban Próka István és Beke Imre (mindkettő Dorogi AC) lett bajnok, női szabadfogásban pedig az első, 1999-es bajnokságban minden bajnok vidéki volt.

## Legeredményesebb versenyzők és csapatok
A legtöbb bajnoki címet a férfiaknál Kovács Gyula nyerte, összesen 25-öt (15-ször kötöttfogásban és 10-szer szabadfogásban), utána Bóbis Gyula következik 22 bajnoksággal (11-szer kötöttfogásban és 11-szer szabadfogásban), harmadik pedig Bencze Lajos 21-gyel (7-szer kötöttfogásban és 14-szer szabadfogásban). A nőknél (csak szabadfogásban rendeznek versenyt) Sastin Marianna nyerte a legtöbbet, összesen 17-et, utána Godó Kitti és Barka Emese következik 13-13 elsőséggel. Férfi kötöttfogásban Kovács Gyula (15-ször), férfi szabadfogásban Bencze Lajos (14-szer), női szabadfogásban Sastin Marianna (17-szer) nyert legtöbbször.
A klubok közül a Csepeli BC nyerte a legtöbb bajnoki címet, összesen 196-ot (28 férfi kötöttfogás, 147 férfi szabadfogás, 21 női szabadfogás), utána a Bp. Honvéd következik 197 bajnoksággal (89 férfi kötöttfogás, 100 férfi szabadfogás, 8 női szabadfogás), harmadik pedig a Ferencvárosi TC 187-tel (87 férfi kötöttfogás, 74 férfi szabadfogás, 26 női szabadfogás). Férfi kötöttfogásban a BVSC (97-szer), férfi szabadfogásban a Csepeli BC (147-szer), női szabadfogásban a Vasas SC (32-szer) nyert legtöbbször.

## Lebonyolítás
A bajnokságokat egy nap alatt bonyolítják le, súlycsoportonként egyenes kieséses (kevés induló esetén körmérkőzéses) rendszerben.